# 신정중학교 (부산)
신정중학교(新鼎中學校)는 대한민국 부산광역시 기장군 정관읍 용수리에 있는 공립 중학교이다.

## 학교 연혁
- 2008년 4월 5일 : 정관3중학교(가칭) 공사착공
- 2008년 11월 5일 : 신정중학교 개교 설립 공포
- 2009년 2월 28일 : 신정중학교 준공
- 2009년 3월 1일 : 신정중학교 개교
- 2009년 3월 1일 : 초대 최주 교장 취임
- 2009년 3월 3일 : 제1회 입학식(3학급 신입생 60명)
- 2009년 7월 7일 : 사교육없는 학교 연구학교 운영
- 2010년 2월 10일 : 제1회 졸업식(2학급 졸업생 56명)
- 2010년 3월 1일 : 자율학교 운영(교육과학기술부 지정)
- 2010년 8월 23일 : 신정야구부 창단
- 2011년 3월 1일 : 사교육절감형 창의경영학교 운영
- 2012년 3월 1일 : 선진형 교과교실제 선도학교 운영(부산시교육청) 1차
- 2025년 2월 6일 : 제16회 졸업식(10학급 270명, 누계 4,237명)
- 2025년 3월 1일 : 제7대 장순희 교장 취임
- 2025년 3월 4일 : 제17회 입학식(11학급 338명)

## 참고 자료
- 신정중학교 - 한국교육학술정보원 학교알리미